# Narvski zaljev
Narvski zaljev (est. Narva laht, rus. Нарвский залив) (također Estuarij Narve) je zaljev u južnom dijelu Finskog zaljeva podijeljen između Estonije i Rusije.

## Geografija
Poluotok Kurgalski odvaja ga od Luškog zaljeva na istoku. Zaljev je dug oko 40 km, a na ulazu je širok 90 km. Istočna obala je niska i pješčana, dok je južna prilično strma. Uvala je prekrivena ledom od prosinca do ožujka. Rijeka Narva utječe u zaljev u blizini grada Narva-Jõesuu.